# Ryuji Bando
Ryuji Bando (n. 2 august 1979) este un fotbalist japonez.

## Statistici
| Japonia | Japonia | Japonia |
| An      | Meciuri | Goluri  |
| ------- | ------- | ------- |
| 2006    | 2       | 2       |
| 2007    | 1       | 0       |
| 2008    | 4       | 0       |
| Total   | 7       | 2       |